# Maimetscha
Die Maimetscha (russisch Маймеча; auch Медве́жья, Medweschja, „Bärenfluss“) ist ein etwa 650 km langer, rechtsseitiger bzw. südlicher Nebenfluss der Cheta im Putorana-Gebirge und in der Taimyrsenke, jeweils im Norden der Region Krasnojarsk, von Sibirien und Russland (Asien).

## Verlauf
Die Maimetscha entsteht im Osten des Putorana-Gebirges, dem Nordwestteil des Mittelsibirischen Berglands. Sie entfließt dem kleinen Arylachsee (643 m), der in einem engen Trogtal liegt. Die umliegenden Tafelberge sind im Norden bis 1331 m und jene im Süden bis 1395 m hoch.
Anfangs fließt die Maimetscha in östlicher Richtung durch den kleinen Suolasee, der unter anderem vom Bach Orto-Jurjach gespeist wird, und dann nordostwärts durch den kleinen Chamyrsee (622 m), in den zum Beispiel der Bach Chamyr-Jurjach mündet. Diese Bäche stürzen über Wasserfälle die steilen Berghänge herab.
Fortan verläuft die Maimetscha in den Nordostausläufern des Putorana-Gebirges, in die sie etwa am kleinen Turukesee (593 m) einfließt, durch Tundralandschaften in einen bald breiter werdenden, aber zumeist steil und tief eingeschnittenen Tal in vorwiegend nördlicher Richtung. Dabei bildet sie viele Mäander (Flussschlingen). In ihrem Unterlauf erreicht sie mit der Taimyrsenke, die sich zwischen dem südlichen Putorana-Gebirge und dem nördlichen Byrrangagebirge erstreckt, den Mittelteil des Nordsibirischen Tieflands.
Schließlich mündet die Maimetscha etwa 120 km südwestlich bzw. oberhalb des Dorfs Chatanga bzw. etwa 6 km nordöstlich bzw. unterhalb des an der Chatanga gelegenen Dorfs Katyryk auf 5 m Höhe in die Cheta, die etwa 143 km unterhalb davon in die Chatanga fließt.
Ursprung und Oberlauf des Flusses liegen auf dem Territorium des früheren Autonomen Kreises der Ewenken, Mittel- und Unterlauf auf dem des früheren Autonomen Kreises Taimyr.

## Geologie
Die Maimetscha durchfließt den zentralen Teil der Verbreitung des Sibirischen Trapps, ein ausgedehntes Flutbasalt-Gebiet, das um die Perm-Trias-Grenze vor 250 Millionen Jahren entstand. Die Vulkangesteine haben in diesem Gebiet eine Mächtigkeit von bis zu 3000 Metern. Nach dem Fluss wurde das dort verbreitete pikritische Vulkangestein Meimechit benannt (englisch Meimechite, auch Meymechite, Maymechite; russisch Маймечит, Maimetschit).

## Einzugsgebiet und Zuflüsse
Das Einzugsgebiet der Maimetscha ist 26.500 km² groß. Zu ihren Zuflüssen gehören Jangyssa, Mirjuka, Iljuma, Kuntykachi, Ambardach, Kogotok und Delikan von links sowie Tschigidy und Tschonko von rechts.

## Hydrographie und Hydrologie
Die mittlere jährliche Abflussmenge (MQ) der Maimetscha beträgt 285 m³/s. Das Frühjahrshochwasser beginnt mit der Schneeschmelze Ende Mai und dauert den Juni hindurch an. In den Sommermonaten bis September kann es zu niederschlagsbedingten Hochwassern kommen. Von September bis Mai, wenn er von Eis bedeckt ist, führt der Fluss nur wenig Wasser. Er ist in Mündungsnähe mehr als 300 m breit und 5 m tief, und die Fließgeschwindigkeit beträgt dort 0,3 m/s.

## Nutzung und Infrastruktur
Die Maimetscha ist auf dem Unterlauf schiffbar, jedoch nicht in der Liste der Binnenwasserstraßen aufgeführt.
Das durchflossene Gebiet ist unbesiedelt; unmittelbar am Fluss sowie in seinem gesamten Einzugsgebiet gibt es keine Ortschaften. Entsprechend fehlt jegliche Verkehrsinfrastruktur. Einige Kilometer oberhalb der Mündung liegt am rechten Ufer der Cheta das Dorf Katyryk, das zur Landgemeinde Chatanga des Rajons Taimyrski gehört. Der Quelle der Maimetscha am nächsten liegt die 150 Kilometer in ostsüdöstlicher Richtung entfernte Siedlung Jessei des Rajons Ilimpijski, Teil des Ewenkischen Nationalrajons.